# 迪基爾機場
迪基爾機場位於吉布提迪基爾。

## 備註
1. ↑  Airports in Djibouti （页面存档备份，存于） at Aircraft Charter World